# طما فيوم
قرية طما فيوم هي إحدى القرى التابعة لمركز أهناسيا في محافظة بني سويف في جمهورية مصر العربية. حسب إحصاءات سنة 2006، بلغ إجمالي السكان في طما فيوم 11214 نسمة، منهم 5954 رجل و5260 امرأة.